# Edition Schwarzdruck
Edition Schwarzdruck ist ein 1990 in Berlin entstandener unabhängiger kleiner Buchverlag.

## Geschichte
Zunächst als bibliophile Handpresse auf Anregung von Dieter Wagner durch Marc Berger gegründet, erschienen seit 1998 auch im Buchhandel erhältliche Prosa- und Lyrikbände und seit 2005 kulturhistorische Sachbücher. 2011 zog der Verlag nach Gransee.

## Programm und Autoren
Das Programm umfasst Prosa und Lyrik meist linker deutschsprachiger Autoren. Die Sachbücher behandeln Literatur- und Kulturgeschichte mit Augenmerk auf die DDR-Zeit. Eine Besonderheit sind die Titel zur Zirkus- und Artistikgeschichte, die von Gisela und Dietmar Winkler stammen.
Zu den Autoren des Verlages gehören unter anderen Arthur West, Steffen Mensching, Bernd Schirmer, Waldtraut Lewin, Hadayatullah Hübsch, Udo Degener, Günther Rücker, Peter Gugisch, Beate Morgenstern, Marcus Brühl, Omar Saavedra Santis, Dieter Schiller, Ralf Schröder, Michael Mäde, Eckhard Mieder, Achim Roscher, Dieter Schiller, Ulrich Goerdten, Gonzalo Rojas. Daneben werden auch Texte aus der klassischen Literaturgeschichte vom Nibelungenlied über Goethe bis Tucholsky typografisch inszeniert oder grafisch illustriert herausgegeben. In der eigenen Bleisatz- und Buchdruckwerkstatt entstehen auch Postkarten, Kalender, Plakate, Holz- und Linolschnitte.